# Houben R.T.
Pour les articles homonymes, voir Houben.
Houben Tcherkelov, (en bulgare : Хубен Черкелов ; connu sous le nom de Houben R. T. ; né le 23 janvier 1970) est un peintre bulgare et un artiste expérimental qui vit et travaille à New York.
Dans ses premières photographies, films et installations, la Bulgarie post-communiste et l’art bulgare sont un thème récurrent. Dans sa plus récente œuvre, Tcherkelov peint des images de la devise américaine et d’autres monnaies nationales en utilisant des techniques variées d’empâtement, de glacis et d’aquarelle. Dans toute son œuvre, l'artiste cherche à suggérer la manière dont les images symboliques légitiment le pouvoir national.

## Biographie et œuvre
Houben Tcherkelov est né le 23 janvier 1970 à Kardjali, une ville au sud-est de la Bulgarie. Tcherkelov a étudié la peinture à l’Académie Nationale des Arts en Sofia, la capitale de la Bulgarie, et il était associé avec le mouvement radical autour de la Galerie XXL. Durant cette période, la Bulgarie a assisté à l'éclatement de l'URSS et de son propre régime totalitaire. Néanmoins, la critique d'art Eleanor Heartney note que les études à Sofia sous un gouvernement post-communiste « maintenaient que certains styles occidentaux, dont le surréalisme, l'abstraction, le pop art et le photoréalisme, étaient des produits de l'Occident impérial ». Les artistes, continue-t-elle, « étaient limités à des styles politiquement corrects, notamment le réalisme, l’impressionnisme, et curieusement, le symbolisme » . Tout en recevant une formation classique en peinture, Tcherkelov travaillait simultanément dans un environnement où « l’interrogation sociale et philosophique était un mode de vie ». Cet héritage a eu un effet profond sur l’enquête de l’artiste sur la manière dont le style serait au service de la propagande. Comme l’artiste Neo Rauch basé à Leipzig, Tcherkelov recherche volontairement la non-authenticité » .
Les premières œuvres de Tcherkelov à Sofia analysent l’espace et les structures de la vie dans une société qui fait à la fois une transition vers un nouveau système social et qui s’acclimate à l’évolution rapide de la mondialisation. Freezing, une exposition d’animaux gelés en 1994 au musée national d’histoire naturelle à Sofia (Bulgarie) démontrait l’état moribond des musées en Bulgarie, manifestement en disparité avec le rythme normal des événements. La même année, l’artiste a expérimenté avec des formes de vie dans des œuvres comme Adaptation-Utopia 2, dans laquelle il a ajouté des branchies à son propre corps. Action Paint, une installation au M6 à Riga, examinait le comportement de souris blanches alors qu’elles mangeaient, déféquaient et marchaient à travers une solution coloriée sur des toiles. L'installation a été exposée à côté des toiles complétées par les souris, ainsi que le journal du projet écrit par l'artiste. Cette installation, ainsi que Home (1997), une manipulation de maisons humaines improvisées, ont été mises en valeur dans le numéro de Siksi en 1997 intitulé « New Europe ». Tcherkelov était parmi les 8 artistes sélectionnés pour être représentés dans ce numéro. 
L’œuvre la plus connue de Tcherkelov de sa série d’interventions est peut-être Suitable Suit, dont une image a servi de couverture pour Menschenbilder: Foto- und Videokunst aus Bulgarien. Dans cette vidéo, l’artiste traîne péniblement à travers un champ habillé d’un costume très large. L’analyse de la société bulgare par Tcherkelov a atteint son apogée avec Reality Show (1998), une vidéo, remplie de nombreuses références historiques d’art, fait la satire de la richesse et la décadence de l’industrie des films internationaux et de la musique transférés à Sofia. 
En 1995, Tcherkelov a étudié l’empâtement avec Jorg Immendorff à Amsterdam avec une bourse de la Fondation Felix Meritis. Ce n’est cependant qu’à son arrivée à New York en 2000 qu’il a commencé à travailler exclusivement avec cette technique. Impressionné au début par l’usage de l’imagerie classique sur les monnaies et les billets américains, Tcherkelov a exploré l’usage que ces images jouent dans la légitimation du pouvoir à travers ses peintures. Dans son introduction aux séries de tableaux à l’empâtement par Tcherkelov basées sur ces images, Heartney écrit qu’elles présentent « des symboles extraits de la devise américaine comme clé pour comprendre les rêves et les fantasmes nationaux ». Se concentrant sur des détails des nouvelles aussi bien que des anciennes monnaies, Tcherkelov « déterre leurs significations et leurs contradictions, révélant le pouvoir subliminal qu’ont les images monétaires ». Ces œuvres ont fait leur début à la Fondation Elizabeth à New York en 2005. 
Influencé par les œuvres de Frank Auerbach and Leon Kossoff, tous deux des peintres d’empâtements, la représentation de Tcherkelov d’images à partir de monnaies diffère de celle de ses prédécesseurs, non seulement au thème, mais en couleur : l’artiste, dont la palette comprend des paillettes, remarque que « je n’utilise pas un projecteur ni un traçage pour traduire les billets de banque ; je les peints d’une manière très vive et expressive ». Tcherkelov a comparé ses tableaux aux couleurs vives à des mosaïques miniatures byzantines du 13e et 14e siècles, indiquant ainsi l’influence de la culture byzantine sur l’art bulgare. Le relief créé par la technique de l’empâtement permet à l’artiste de manipuler la façon dont la lumière affecte son travail, et les pics et les crêtes de la peinture à l’huile suggéreraient peut-être la ville natale montagneuse de Tcherkelov. Peignant à la fois des formes figurées et abstraites, l’artiste a dit de son travail que « le regard est récompensé quand le spectateur découvre que les figures peuvent être composées de collines, de vallées et de ruisseaux ». En outre, « la mise en valeur de l’artisanat et de la peinture, de la matérialité et du volume, rendent ces tableaux conceptuels ». Genesis P-Orridge, artiste et musicien, écrit à propos d’un des tableaux de Tcherkelov « qu’il semblait exploser avec une exubérance absolue ». il continue : « On se demande comment l’artiste a retenu à l’intérieur du tableau une âme vive tout en préservant son bonheur ».